# Passione proibita (film)
Passione proibita (Ich liebe den Mann meiner Tochter) è un film per la televisione del 1995 diretto da Vivian Naefe.